# Swartzia cubensis
Swartzia cubensis là một loài thực vật có hoa trong họ Đậu. Loài này được (Britton & Wilson) Standl. miêu tả khoa học đầu tiên.